# سیم‌سنتر استار-سی‌سی‌ام+
سیم‌سنتر استار-سی‌سی‌ام+ (انگلیسی: Simcenter STAR-CCM+) یک نرم‌افزار تجاری شبیه‌سازی بر پایه دینامیک سیالات محاسباتی است که توسط زیمنس پی‌ال‌ام ساخته شده است که اجازهٔ مدل‌سازی و تحلیل بازه‌ای از مسائل مهندسی شامل حرکت سیالات، انتقال حرارت، تنش، الکترومغناطیس و پدیده‌های مشابه را می‌دهد.